# Impact des changements climatiques sur l'agriculture en Thaïlande
 (mai 2014).
- Si vous ne connaissez pas le sujet, laissez ce bandeau (vous pouvez alors contacter les auteurs).
- Si vous supprimez le contenu mis en cause (vous pouvez préalablement contacter les auteurs),

argumentez précisément cette suppression dans la page de discussion
(un manque de référence n'est pas un argument ; une recherche réelle de référence doit avoir été effectuée, être formellement documentée).
 (mai 2014).
Si vous disposez d'ouvrages ou d'articles de référence ou si vous connaissez des sites web de qualité traitant du thème abordé ici, merci de compléter l'article en donnant les références utiles à sa vérifiabilité et en les liant à la section « Notes et références ».
Les changements climatiques ont un impact sur l'agriculture en Thaïlande. 

## Explication
Le réchauffement climatique n’est pas seulement un problème environnemental. En effet, le problème se retrouve notamment au point de vue politique, économique et social. Plus particulièrement en Asie du Sud Est qui dispose des économies les plus dynamiques du moment sans parler des quatre des dix plus grands émetteurs de CO2 au niveau mondial. 
Cependant les Asiatiques ne sont pas les mieux armés pour supporter les coûts de ces changements climatiques. La Thaïlande est le berceau de 65 millions d’habitants dont la majeure partie vit dans des zones rurales. Elle est également le plus grand exportateur de riz au niveau mondial avec 9 millions de tonnes en 2010, selon le Food and Agriculture Organization’s Rice Market Monitor sans compter la consommation annuelle en riz d’un thaïlandais qui est équivalente à 100 kg en moyenne. Au niveau de l’agriculture, elle emploie 49 % de la population et elle représente 10 % du PIB. La riziculture, a connu en Thaïlande dans les années 1990, des taux de rendements supérieur au taux de croissance démographique,,.

### Impacts
Les changements climatiques menacent en grande partie l’agriculture notamment avec l'augmentation des températures, les inondations, les sécheresses, les tempêtes et l'élévation du niveau de la mer. Le pays a subi plus de 1,75 milliard de pertes dues à ces catastrophes. Ces dernières années, les conditions climatiques n’ont fait qu’aggraver la situation, ce qui a abouti à des catastrophes à grandes échelles telles que des tsunamis. 
Ces cataclysmes ont dévasté l’agriculture, l’économie mais également les habitants du pays avec un peu plus de 250 000 victimes. L'imprévisibilité des précipitations, des changements de températures et bien d’autres faits néfastes vont s’intensifier dans les années à venir. Ce qui veut dire que la Thaïlande devra faire face à des sécheresses en plein milieu de la saison des pluies ce qui aura pour conséquences l’endommagement des jeunes plants et l’inondation des rizières. Il est donc impératif pour la Thaïlande de s'adapter au plus vite  à ces changements pour protéger d’une part sa population et d’autre part, si elle le souhaite, garder le monopole sur l'exportation du riz et ne pas subir des pertes importantes. Ce qui aurait finalement un impact énorme sur l'économie du pays. Notamment avec la fluctuation du prix du riz, dû aux incertitudes, ce qui empêche les paysans d’augmenter leurs revenus.

### Solutions
Le gouvernement thaïlandais a lancé une campagne de sensibilisation auprès des cultivateurs de riz trop peu informés. Ensuite, le gouvernement a proposé aux agriculteurs de nouvelles variétés de semences de riz génétiquement modifiées qui peuvent rester sous 50 cm d'eau durant plus d’un mois ainsi que d'autres nouvelles variétés résistantes à la sécheresse. Malheureusement, le gouvernement ne peut pas se permettre de fournir ces nouvelles graines à tous les agriculteurs du pays, trop nombreux. C’est pour cette raison que des entreprises privées se sont également mises à en produire pour les paysans qui veulent un rendement plus élevé au niveau de leurs cultures.  
Pour ceux qui ne peuvent s’offrir ce nouvel atout, le gouvernement les invite à changer les modes et le calendrier des cultures grâce à de nouvelles adaptations comme par exemple l'aquaculture-agriculture. De nombreux agriculteurs ont également décidé de se mettre à la polyculture ce qui consiste à diversifier les cultures. Certains agriculteurs ont donc pris la décision d’accompagner la culture du riz avec celle du manioc ou de la canne à sucre afin de mieux faire face à l’incertitude du prix du riz mais aussi créer un revenu suffisant pour poursuivre leurs exploitations les années suivantes. Les agriculteurs ont également commencé à investir dans des étangs pour profiter des poissons comme source de protéines et de revenu complémentaire. 
Le gouvernement a également procédé à la construction de digues permettant de protéger les villageois des zones rurales et les cultures ainsi que des pompes à eau fonctionnant à l’énergie éolienne. Néanmoins  l’incertitude des variations climatiques et la difficulté de l’adaptation due à des problèmes financiers et technologiques mettent la vie des paysans en danger. En effet, seulement 20 % des agriculteurs sont en mesure de se payer la nouvelle variété de semence. À l’heure actuelle, le gouvernement est en mesure de distribuer les semences à seulement 10 % des agriculteurs. Ce qui signifie que les 70 % restant ne bénéficient pas de cette avancée scientifique. Ce qui donne du fil à retordre aux biologistes qui travaillent activement dans le but de trouver une solution subsidiaire.